# Pamphorichthys hasemani
Pamphorichthys hasemani är en fiskart som först beskrevs av Henn, 1916.  Pamphorichthys hasemani ingår i släktet Pamphorichthys och familjen Poeciliidae. Inga underarter finns listade i Catalogue of Life.